# Кьонигсег
Кьонигсег (на шведски: Koenigsegg) е шведски производител на спортни коли.

## История
Компанията е основана от Кристиян фон Кьонигсег.
През март 2009 г. един от автомобилите на компанията е вписан като един от най-красивите автомобили в света.
През декември 2010 г. Agera спечелва наградата на Би Би Си за най-добра хиперкола на годината. Освен това, през 2017 тя развива скорост от 458 km/h.
От 2022 г. българската фирма „М-Кар Премиум“ е дистрибутор на Koenigsegg, с което България се нарежда сред 10-те официални дилъри на марката в ЕС.